# Primeiro Congresso Republicano
O Primeiro Congresso Republicano foi uma reunião de debate político realizada a 6 de Outubro de 1957 na cidade de Aveiro que reuniu as principais figuras da oposição democrática ao regime do Estado Novo. A reunião decorreu no Teatro Aveirense sob a presidência de António Luís Gomes, à época o último sobrevivente do militantes republicanos que integraram o Governo Provisório da República Portuguesa. Dividido em três sessões, o Congresso aprovou, por aclamação, quatro moções e uma moção de ordem visando a defesa dos valores da República, da Democracia e da Liberdade. Foi seguido pela realização, também em Aveiro, do Segundo Congresso Republicano, em 1969, e do Congresso da Oposição Democrática em 1973.

## Contexto
O primeiro Congresso Republicano de Aveiro realizou-se no contexto do clima de maior abertura democrática permitido pelo regime do Estado Novo no período que antecedeu as eleições presidenciais portuguesas de 1958 e assumiu-se como um importante fórum de debate das ideias democráticas na época em que o corporativismo salazarista atingia o seu auge político. O Congresso reuniu personalidades vindas de todo o país, quando a referência republicana constituía ainda uma componente essencial da luta pela democracia em Portugal.
O Congresso constituiu o culminar das comemorações em Aveiro do 47.º aniversário da implantação da República Portuguesa e foi organizado por uma comissão promotora, liderada por Mário Sacramento e constituída por um conjunto de intelectuais aveirenses, entre os quais Manuel das Neves, Júlio Calisto, Armando Seabra, Manuel da Costa e Melo, Joaquim José de Santana, Alfredo Coelho de Magalhães, Horácio Briosa e Gala e Álvaro de Seiça Neves.